# Кабомба водная
Кабомба водная, кабомба обыкновенная (лат. Cabomba aquatica) — водное растение; вид рода Кабомба (Cabomba).
Родиной его считаются тихотекучие и стоячие воды Гвианы, Бразилии и вообще Южной Америки, но, кроме того, оно попадается также изредка во Флориде и Луизиане.

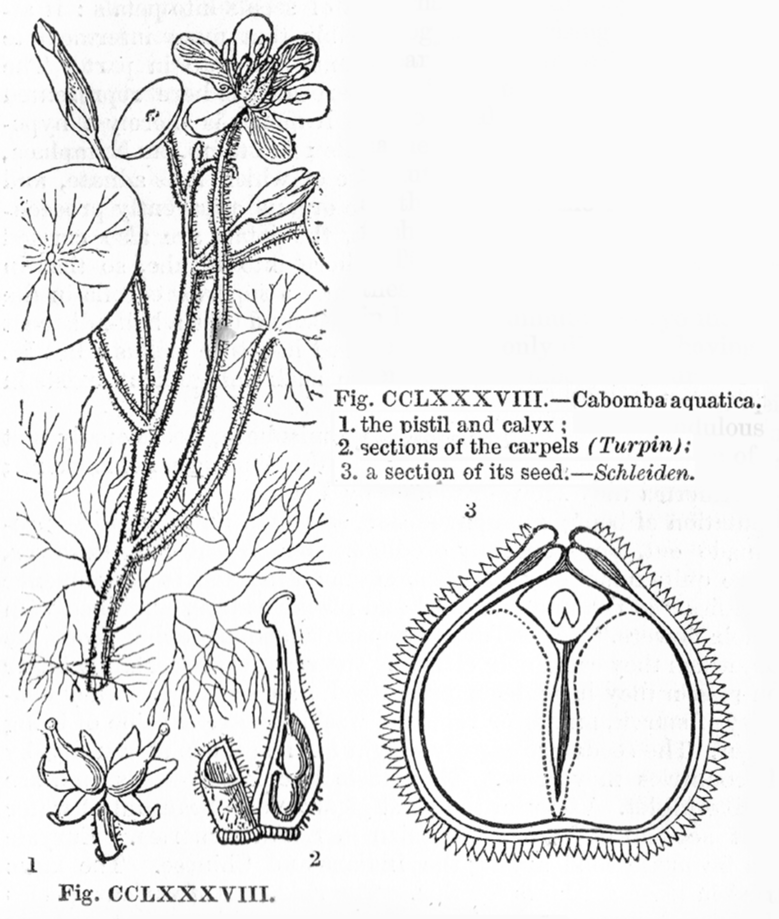
Ботаническая иллюстрация из книги Дж. Линдли «The Vegetable Kingdom», 3 изд. 1853

## Морфологическое описание
Корневище его ползучее, стелющееся, пускающее стебли из узлов. Стебли сначала поднимаются кверху, но потом под своей тяжестью опадают и вилообразно разветвляются.
Главную оригинальность кабомбы представляют её подводные листья, которые не цельные, а веерообразные, мелкорассечённые, наподобие листьев перистолистника (Myriophyllum), или лютика водного (Ranunculus aquatilis). Цвет их, смотря по разновидности, или блестяще-металлически темно-зелёный (Cabomba viridifolia hort. ex Gentil), или красноватый (Cabomba rosaefolia).
Кроме этих листьев у кабомбы существуют ещё надводные небольшие, крупно изрезанные, несколько кожистые. У аквариумных растений они появляются очень редко.
Цветки небольшие, серебристо-белые с жёлтой серединой или просто желтоватые с тремя лепестками и треми чашелистиками. Чашелистики снаружи зеленые, но изнутри одинакового цвета с лепестками. Цветки одиночные, пазушные, выходящие по одному на длинной ножке из пазухи листьев и распускающиеся над водой на высоте около пяти сантиметров. После отцветания лепестки и чашелистники отгибаются кнаружи, к цветоножке. Цветение происходит ранней весной, в апреле или мае.

## Выращивание
Размножается кабомба легко: кусками стебля или корневищами, из которых каждый бывает снабжён пучком корней. Такие куски сажают в горшочки с смесью дерновой земли и песка и ставят на дно аквариума. Плохо растёт в жёсткой воде.
Свет кабомба любит довольно сильный и в тени часто желтеет.
Зимой стебли кабомбы довольно часто отгнивают и всплывают на поверхность воды. Но их вынимать не следует, а просто оставляют так плавать до весны. Тогда в листовых их пазухах появятся молодые корни и каждое коленце, будучи отрезано и посажено на дно, дает новое растение. Самая лучшая для неё температура воды от +20 до +25 °C.